# Знак ВЦСПС «За достижения в самодеятельном искусстве»
Знак ВЦСПС «За достижения в самодеятельном искусстве» предназначался для награждения лучших участников и руководителей народных самодеятельных коллективов.
Учреждён 15 сентября 1978 года постановлением секретариата ВЦСПС, коллегии Министерства культуры СССР от 15 сентября 1978 года № 24-10 о положении о народных самодеятельных коллективах[уточнить].

## Изображение знака

Знак ВЦСПС «За достижения в самодеятельном искусстве». Обратная сторона.